# Бенно Шміц
Бенно Шміц (нім. Benno Schmitz, нар. 17 листопада 1994, Мюнхен, Німеччина) — німецький футболіст, фланговий захисник клубу «Кельн».

## Ігрова кар'єра
Бенно Шміц народився у Мюнхені і з семи років почав займатися в академії мюнхенської «Баварії». У 2012 році Шміц став гравцем другого складу команди. Але не маючи можливостей пробитися до основи, Шміц вирішив піти з команди і у 2014 році він переїздить до сусідньої Австрії, де один сезон відіграв за клуб «Ліферінг», а пізніше приєднався до лідера австрійського футболу тих років — «Ред Булл Зальцбург». З клубом вигравав національні турніри в Австрії.
У 2016 році Шміц повернувся до Німеччини у клуб «РБ Лейпциг».
У травні 2018 року футболіст підписав чотирічний контракт з клубом «Кельн», з яким у першому ж сезоні виграв турнір Другої Бундесліги і підвищився в класі.

## Досягнення
Ред Булл Зальцбург
- Чемпіон Австрії: 2014/15, 2015/16
- Переможець Кубка Австрії: 2014/15, 2015/16